# Islamul în Azerbaidjan

Azerbaidjan

Azerbaidjan (din persană, ”azer” - foc și “baygan” - protector ) este o republică situată în Transcaucazia sau Caucazul de Sud. Primele entități statale de pe teritoriul azer, Atropatena și Albania Caucaziană, își fac apariția în primele veacuri înainte de Hristos. În secolul al IV-lea e.n. armenii au răspândit creștinismul în Albania Caucaziană. În următoarele trei, patru secole vor fi construite zeci de biserici ortodoxe. În secolele VII - VIII e.n. are loc invazia arabă, eveniment care va da naștere procesului de islamizare a populației regiunii. Azerii vor cunoaște o alternanță a perioadelor islamului șiit și sunnit. Influențele otomană și arabă, pe de o parte, și persană, pe de altă parte, vor determina adoptarea unui anumit tip de islam.

## Periodizare

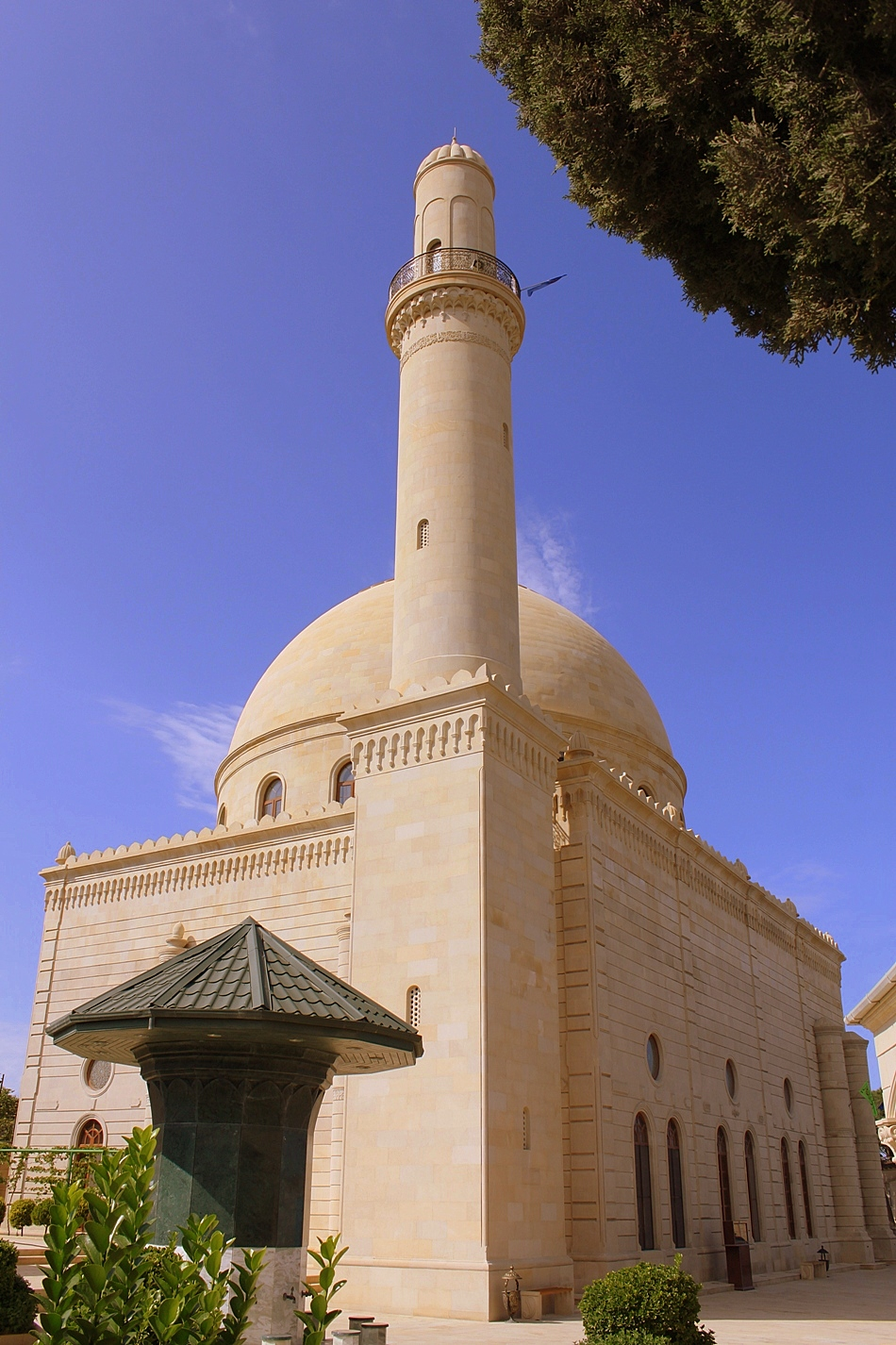
Moscheea ʿAlī ibn Abī Ṭālib, Baku

De la apariția islamului în Azerbaidjan până în prezent pot fi distinse nouă etape:
1. Mijlocul secolului al VII-lea - începutul secolului al VIII-lea: perioada de răspândire a islamului. În anul 705 are loc căderea bisericii albaneze. Guvernanții din regiune acceptă convertirea la islam, pentru a putea beneficia în continuare de privilegiile oferite de funcțiile ocupate. Religia se răspândește printre comercianți și persoane care execută produse de artizanat, arabii acordând diverse privilegii acestor categorii sociale. În această perioadă nu au fost construite moschei. Rolul bisericilor și templelor scade considerabil.
2. Secolul al VIII-lea - perioada domniei lui Buveihiles (partea de vest a Iranului, Irak). Idolatria și zoroastrismul defineau tot mai puțin populația azeră. Apar mișcări împotriva arabilor. De menționat revolta organizată de Babek (816-838). Șiismul radical ia amploare în regiunile montane.
3. Perioada domniei lui Buveihiles (935-1055). În Azerbaidjan apare o formă neutră de șiism. Se răspândește și sufismul. Unul dintre cele mai frumoase monumente sufite din această perioadă este lăcașul aflat pe râul Pirsaat, orașul Șirvan (partea de est a actualului stat azer).
4. Perioada selgiukidă (mijlocul secolului al XI-lea - mijlocul secolului al XIII-lea). Curentul sunnit devine mai puternic, cel șiit mai slab. Apar diverse confrerii sufite. Apare și ia amploare lupta pentru protejarea islamului de creștinism.
5. Perioada invaziilor mongole (mijlocul secolului al XIII-lea - mijlocul secolului al XV-lea). Sufismul este larg răspândit. Fażlullāh Nāimī (m.1394) pune bazele hurufismului care se va răspândi în capitala istorică a Azerbaidjanului, orașul Tabriz.
6. Perioada imperiului otoman (1281-1924) și perioada safavidă (1501-1786). Într-o primă etapă are loc răspândirea șiismului de către safavizi. Acest interval de timp este urmat de un altul în care otomanii răspândesc sunnismul.
7. Perioada de după anexarea Azerbaidjanului la Imperiul Rus. Imperiul creează în Caucaz Departamentul Religiei Sunnite și Departamentul Religiei Șiite cu reprezentanți în toate țările caucaziene, inclusiv în Azerbaidjan. Aceste departamente au mediat relația dintre musulmanii din regiune și guvernarea țaristă, funcționând pană în perioada RDA (Republica Democratică Azerbaidjan:1918-1920).
8. Intervalul 1920 (căderea RDA) - 1991 (momentul obținerii independenței). În anul 1920 ia naștere politica numită “ateismul intolerant” – majoritatea moscheilor sunt închise, educația religioasă este scoasă în afara legii, zeci de clerici sunt condamnați. Această politică va distruge, practic, islamul în Azerbaidjan.
9. Perioada de după independență, până în prezent.

## Istorie

#### Invazia arabă

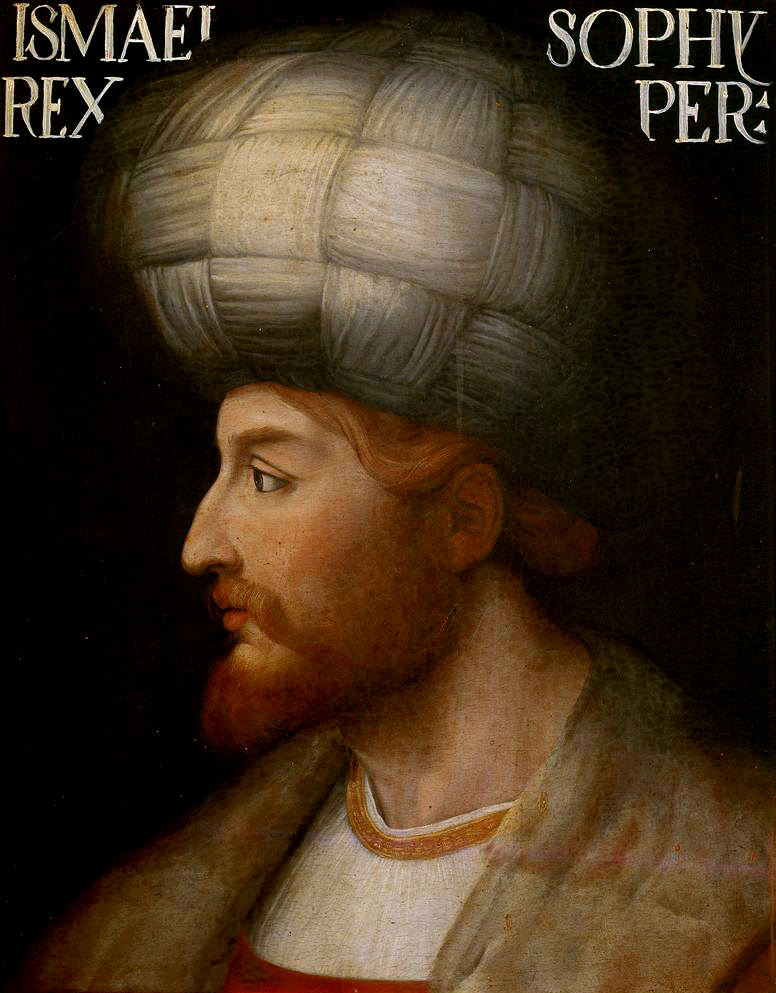
Ismail I

În anul 642 e.n. teritoriile azere sunt cucerite de către arabi. Primele localități ocupate au fost: Ardabil, Tabriz, Naxcivan, Beylagan, Barda, Șirvan, Mugan si Aran. Islamul devine religia predominantă a regiunii.  Conform datelor furnizate de către istoricul Belaruzi  majoritatea azerilor se convertesc la islam în perioada califului Ali (656–661). În unele regiuni procesul de convertire a fost simplu, în altele acesta nu a fost posibil decât prin luptă. Imediat după invazie, populației i se permitea să păstreze obiceiurile și tradițiile practicate până la pătrunderea forțelor străine. Azerii care acceptau religia islamică aveau dreptul să participe alături de arabi la operațiuni militare și beneficiau de o parte dintre bunurile obținute. Cei care nu acceptau convertirea erau obligați să plătească taxe. Toate atacurile externe din această perioadă erau numite "invazii".  Drept consecință, arabii care au adus islamul în regiune erau considerați invadatori.

#### Turci, mongoli, safavizi
În secolul al XI-lea o altă putere musulmană iși face apariția în zonă. Triburi turcești aparținând dinastiei selgiukide pătrund în teritoriile azere. Persana este înlocuită cu un dialect turcic care se va transforma în azera modernă.
În anul 1236 luptătorii armatei marelui imperiu al lui Ginghis Han cuceresc ceea ce numim astăzi Azerbaidjan, armata rămânând în regiune până în anul 1498.
În anul 1500 dinastia safavidă răspândește șiismul în regiune. Șahul Ismail I vede convertirea în masă ca un mijloc de atragere a adepților. Religia oficială va deveni islamul șiit, fapt care nu se va schimba până astăzi. În această perioadă Azerbaidjanul a devenit câmp de luptă unde s-au intersectat interesele persanilor și rușilor.
În primele decenii ale secolului al XVIII-lea are loc diminuarea influenței dinastiei safavide. Partea de nord a Azerbaidjanului este divizată în hanate. Războaiele ruso-persane din 1804–1813 și 1826-1828 vor sfârși cu divizarea teritoriului azer în două părți, la nord și sud de râul Aras, teritorii care se vor afla pentru o perioadă îndelungată de timp sub influența rușilor, respectiv persanilor.

#### Republica Democratică Azerbaidjan
La începutul secolului XX (1918) este creată Republica Democratică Azerbaidjan, prima republică din spațiul musulman și prima țară musulmană care a acordat femeilor dreptul de vot. R.D.A. nu a fost o entitate politică durabilă, fiind invadată de Armata Roșie în anul 1920.

#### Republica Sovietică Socialistă Azerbaidjană
În 1936 este creată Republica Sovietică Socialistă Azerbaidjană (R.S.S.A.), entitate statală care va face parte din Uniunea Sovietică. Azerbaidjanul va funcționa ca stat sovietic din anul 1922 până în anul 1991. Intervalul 1929-1930 este cunoscut pentru ampla campanie de deznaționalizare organizată de puterea sovietică. Moscheile sunt închise, femeile sunt obligate să nu mai poarte vălul tradițional islamic: "Toate legăturile cu Iranul și Orientul Mijlociu au fost întrerupte, iar moscheile și școlile islamice au fost închise (...); între 1928 și 1980 numărul moscheilor care funcționau în Azerbaidjan a scăzut de la 1400 la 16".

### Islamul și societatea civilă

##### Organizații neguvernamentale și moschei

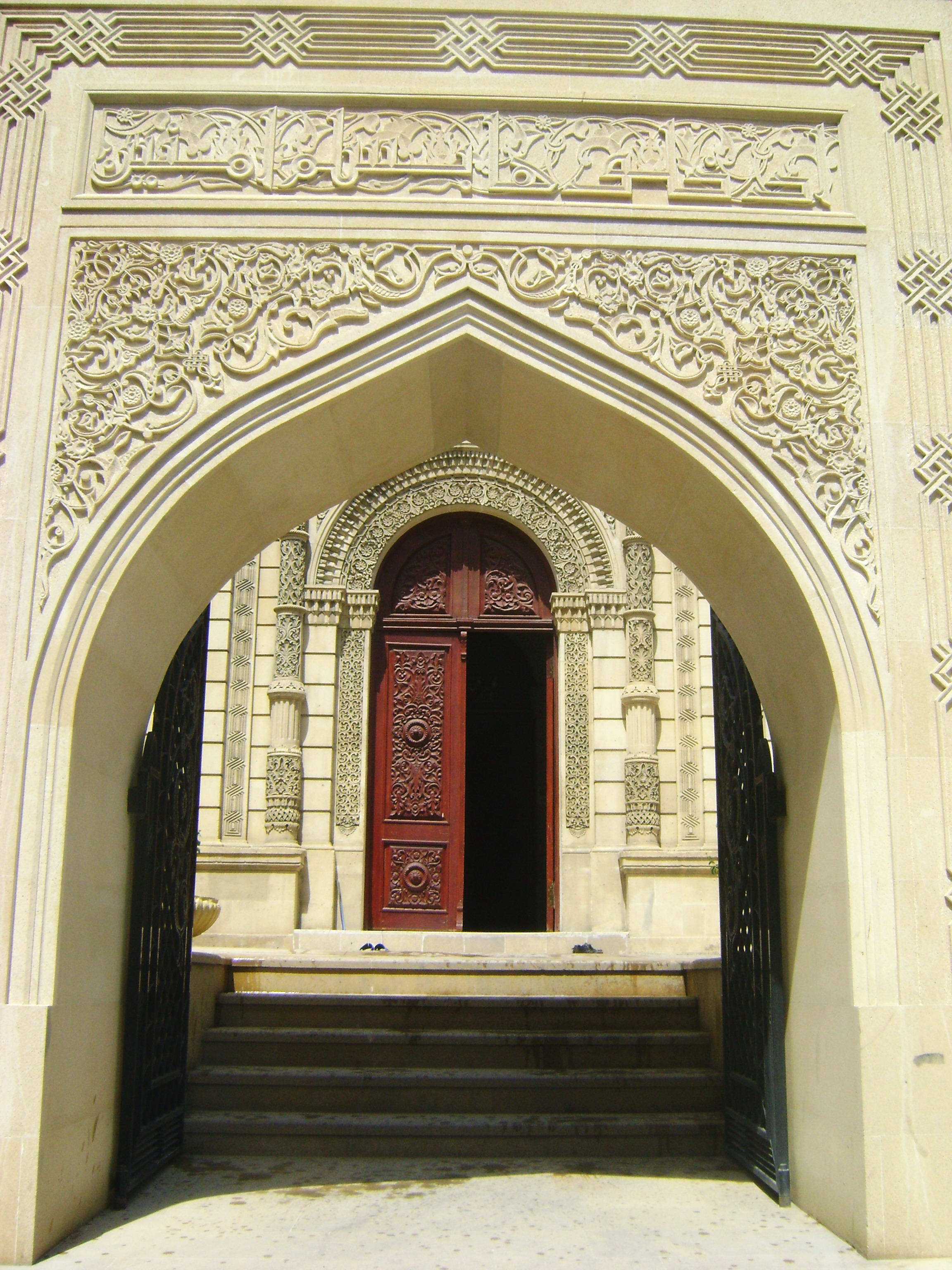
Moscheea Cümə

Primele organizații care apar după perioada sovietică sunt organizații aflate sub patronajul comunităților religioase. Diverși activiști formează comunități pe lângă moschei și contribuie la dezvoltarea primelor organizații religioase. Aceste organizații, aflate preponderent în capitala țării, Baku, desfășurau activități religioase și filantropice. Mai târziu, acestea încep să lupte pentru apărarea drepturilor omului, fapt care va avea drept consecință o intensificare a monitorizării activităților de către stat. Înregistrarea acestor organizații devine dificilă, statul considerându-le susceptibile să desfășoare activități "periculoase" și, astfel, să constituie o amenințare la adresa stabilității socio-politice.
Două dintre comunitățile care au înființat O.N.G.-uri aflate sub patronajul lor sunt Comunitatea Moscheii Cümə și Comunitatea Moscheii Cavad. În cadrul primei comunități se nasc două organizații non-guvernamentale, "Centrul pentru Protecția Libertății Conștiinței și Religiei" și "Societatea Islam-Ittihad". Cea de-a doua comunitate dă naștere organizației "Birlik". Aceasta din urmă nu a fost înregistrată. Cele două tentative de înregistrare din anii 1992 și 2001 au eșuat. Hacı Namiq, liderul acestei organizații, a studiat în Iran și a trezit suspiciunile autorităților de la Baku de nenumărate ori.

##### Organizații de femei
De o importanță majoră pentru statul musulman Azerbaidjan sunt și organizațiile de femei care apar în perioada post-independență. Una dintre organizațiile de femei care își face apariția după o perioadă dominată de organizații religioase este "Qadınların Zaqafqaziya Dialoqu" (Dialogul Femeilor Transcaucaziene). Organizația apare în anul 1994, având departamente în mai multe țări caucaziene, inclusiv în Azerbaidjan. Activitățile desfășurate de către membrii organizației cuprindeau: reabilitarea copiilor care au avut de suferit de pe urma războiului din Nagorno-Karabah, pacea națională și regională, consolidarea democrației.

## Situația în prezent
| Islamul în Azerbaidjan | Islamul în Azerbaidjan | Islamul în Azerbaidjan | Islamul în Azerbaidjan | Islamul în Azerbaidjan |
| ---------------------- | ---------------------- | ---------------------- | ---------------------- | ---------------------- |
| Islam                  |                        |                        | Procent                |                        |
| Islamul Șiit           | Islamul Șiit           |                        | 85%                    | 85%                    |
| Islamul Sunnit         | Islamul Sunnit         |                        | 15%                    | 15%                    |

##### Populație și religie
Conform estimărilor Central Intelligence Agency, populația Azerbaidjanului este constituită din 93.4% musulmani (dintre care cca 85% șiiți), 2.5% ortodocși, 2.3% adepți ai Bisericii Apostolice , 1.8% adepți ai altor confesiuni religioase. Arhivat în 10 iunie 2009, la Wayback Machine.

##### Constituție și religie
Constituția Azerbaidjanului prevede separarea statului de biserică, libertatea religioasă, egalitatea (politică, economică, culturală) adepților diverselor confesiuni religioase, înregistarea și liberul acces la mass-media a organizațiilor religioase.

##### Literatură religioasă
Guvernarea azeră a supus unor restricții dure publicarea literaturii religioase. Oficialilor le este frică de extremismul sunnit și de teocrația șiită din statul vecin, Iran. Pentru a putea fi publicate, distribuite sau vândute, toate articolele religioase trebuie să primească aprobarea unui comitet special, Comitetul pentru Organizațiile Religioase. Lideri religioși sunniți se opun acestei practici, afirmând că literatura religioasă stă la baza dezvoltării comunității. Cei care trezesc suspiciuni (de exemplu, cei care își lasă barbă și poartă pantaloni scurți  Arhivat în 3 iunie 2013, la Wayback Machine.) sunt acuzați de extremism, sunt persecutați și chiar arestați. De menționat cazul activiștilor musulmani arestați pentru că l-au comparat pe președintele Ilham Aliyev cu personajul Muʿāwiyah ibn ʾAbī Sufyān, cel care l-a ucis pe Hussein ibn Ali, nepotul profetului. Arhivat în 8 mai 2013, la Wayback Machine.